# Apocephalus arachnes
Apocephalus arachnes är en tvåvingeart som beskrevs av Brown 2002. Apocephalus arachnes ingår i släktet Apocephalus och familjen puckelflugor. Inga underarter finns listade i Catalogue of Life.